# Jakob the Liar
Jakob the Liar (Una señal de esperanza en Hispanoamérica) es una película estadounidense de 1999 dirigida por Peter Kassovitz y protagonizada por Robin Williams, Alan Arkin, Liev Schreiber, Hannah Taylor-Gordon y Bob Balaban.
La película está ambientada en 1944 en un gueto durante el holocausto, está basada en el libro de Jurek Becker acerca de la Segunda Guerra Mundial y la vida de los judíos en el gueto.
Es una nueva versión del film Jakob der Lügner de 1975.

## Argumento
En Polonia, a principios de 1944 un comerciante judío polaco llamado Jakob es convocado a la sede alemana después de ser acusado falsamente de estar fuera después del toque de queda. Mientras el comandante lo hace esperar el toque de queda para luego mandarlo a casa, Jakob escucha un programa de radio alemán que habla acerca de las ofensivas soviéticas. Cuando vuelve al gueto, comparte esa información con un amigo suyo, Mischa, y a partir de ese momento se crea un fuerte rumor acerca de que existe una radio secreta escondida en el gueto.
Luego de dudar mucho sobre el asunto, Jakob decide aprovechar la oportunidad para difundir la esperanza en todo el gueto contando cuentos fantásticos y optimistas, que supuestamente escuchó de "su radio secreta", sus mentiras mantienen la esperanza y reavivan el humor entre los aislados habitantes.
Además de las mentiras él tiene un secreto real, en su hogar esconde a una joven judía que escapó de un tren de deportación que se dirigía al campo de exterminio.
De alguna manera La Gestapo se entera del rumor y manda a buscar al héroe de la resistencia que se atrevió a hacerlo funcionar. Jakob se entrega a los alemanes luego de que éstos amenazaran con asesinar a varias personas si no aparecía el responsable.
Durante el interrogatorio al que es sometido confiesa que la poca información que obtuvo fue gracias a la radio del mismo comandante, quien no se dio cuenta de eso en su momento.
Se le ordena a anunciar públicamente que todo era una mentira, para que la liquidación del gueto proceda de una manera ordenada. Cuando se presenta ante el público, golpeado y apenas manteniéndose de pie, se niega a decir la verdad pero es asesinado antes de que pueda hacer su propio discurso.
En final de la película, dice Jakob, post mortem, que todos los residentes del gueto fueron deportados y nunca fueron vistos de nuevo. Al igual que en la novela, hay un final alternativo al estilo "cuento de hadas" donde las fuerzas soviéticas llegan tras la muerte de Jakob, justo a tiempo para salvar a los Judíos.

### Diferencias entre la novela y la película
La trama es un poco diferente en algunas partes del libro.
Las discrepancias más notables son las siguientes:
- Lina (la joven que escapó del tren de deportación) no está viviendo con Jakob desde el principio, sino que se encuentra con ella en su camino a casa desde la estación de la Gestapo al principio de la película
- La noticia de la radio se le dice primero a Mischa para evitar que éste intente robar papas fuera de un tren militar alemán
- Jakob nunca es capturado e interrogado, sino que es deportado junto con el resto de los Judíos y presumiblemente, muere en un campo de exterminio
- En el final alternativo de la película está Jakob asesinado en frente del gueto, sin embargo en el final alternativo del libro, es asesinado en un intento de fuga.

- Datos: Q240894